# Hoplodactylus
Hoplodactylus es un género de geckos de la familia Diplodactylidae. Estos geckos son endémicos de Nueva Zelanda.
Son nocturnos, con un color bastante sólido; por lo general, las variaciones de color son  marrón y beige, aunque un poco de verde también,  en las bandas transversales o longitudinales de acuerdo a las especies. Algunas especies pueden cambiar de color y se vuelven más oscuras o más claras para regular la absorción de calor.
Hoplodactylus delcourti se extinguió presumiblemente a finales del siglo XIX, pero es la especie de gecko de mayor tamaño que se conoce.

## Especies
Se reconocen las siguientes tres especies:
- †Hoplodactylus delcourti Bauer & Russell, 1986.[3] - Gecko gigante de Delcourt, Kawekaweau.
- Hoplodactylus duvaucelii (Duméril & Bibron, 1836)[4]. - Gecko gigante de Duvaucel, Gecko gigante de la Isla Norte.
- Hoplodactylus tohu Scarsbrook, Walton, Rawlence & Hitchmough, 2023.[5] - Geko gigante de Tohu, Gecko gigante de la Isla Sur.